# There for Me (Sarah Brightman)
There for Me è un singolo di Sarah Brightman con la London Symphony Orchestra e il tenore argentino José Cura pubblicato da EastWest nel 1998, estratto dall'album Timeless (conosciuto anche come Time to Say Goodbye).

## Descrizione
La titletrack è una cover del singolo dei La Bionda There for Me del 1978. In questa versione sono stati aggiunti ai versi originali in inglese alcuni versi in italiano scritti da Chiara Ferraù.

## Tracce
1. There for Me (feat. José Cura e The London Symphony Orchestra) – 3:32 (testo: Richard Palmer-James, Chiara Ferraù – musica: Carmelo La Bionda, Karel "Charly" Řičánek, Michelangelo La Bionda)
2. O mio babbino caro (feat. The London Symphony Orchestra) – 2:41

## Classifiche
| Classifica (1997/98) | Posizione massima |
| -------------------- | ----------------- |
| Belgio               | 9                 |